# Лембиту

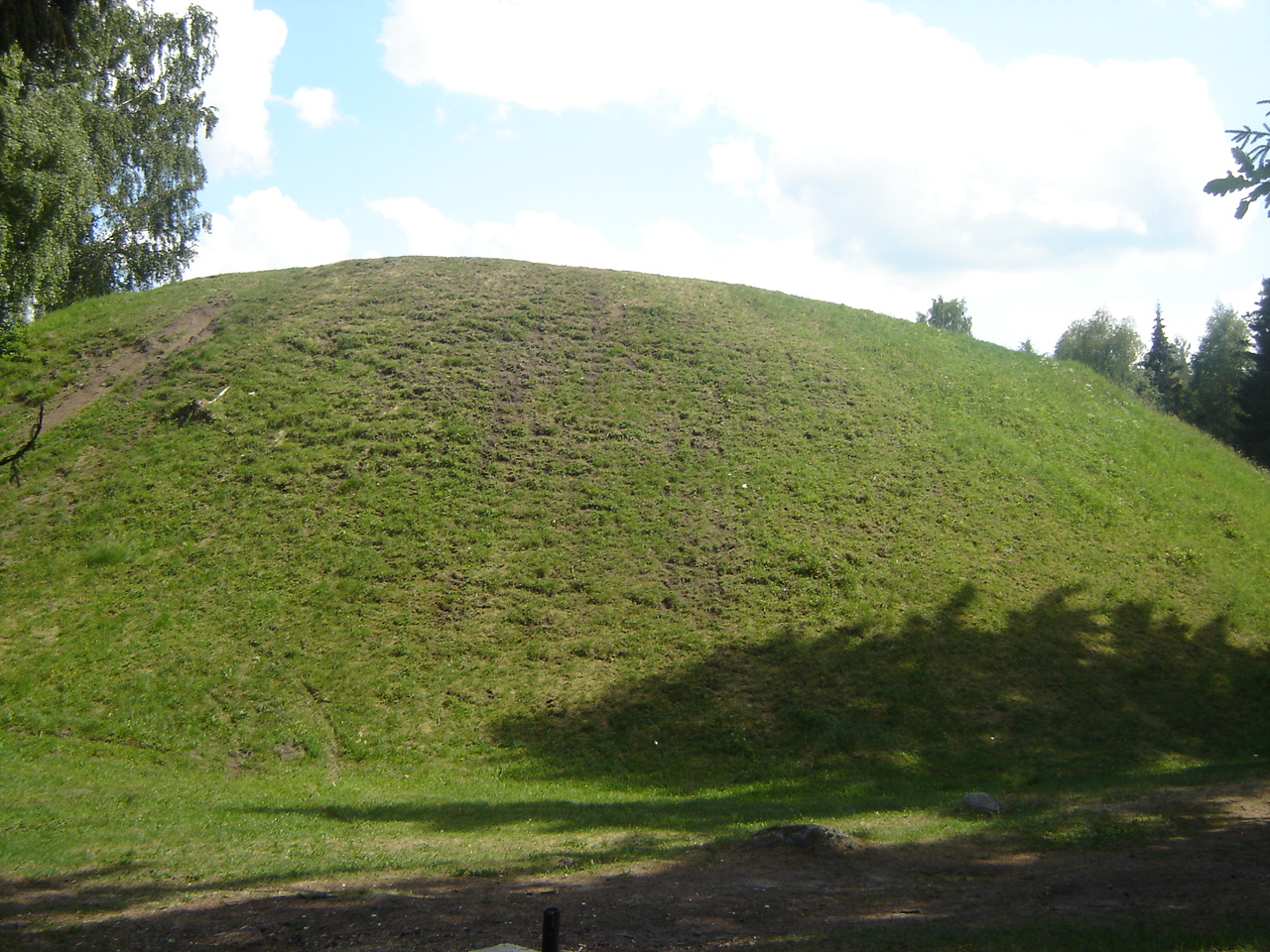
Городище Лыхавере

Ле́мбиту или Ле́мбит (эст. Lembitu, Lembit, Lembitt, Lambite, Lambito, Lembito, Lembitus, погиб 21 сентября 1217 года) — эстонский старейшина и вождь, известный исключительно по хронике Генриха Латвийского.
Лембиту правил в северной части исторической области Сакала (юго-запад Эстонии). Его крепость Леоле (Leal, ныне городище Лыхавере, эст. Lõhavere) находилась неподалёку от современного Сууре-Яани. С 1211 г. он противостоял проникновению в эстонские земли христианских миссионеров и, по сведениям немецкого хрониста, даже совершил набег на Псков (в русских летописях не отмечено).
С началом Ливонского крестового похода Лембиту возглавил борьбу против Ордена меченосцев (предтечи Ливонского ордена). В 1215 г. рыцари овладели его крепостью. После двух лет плена Лембиту был отпущен на свободу. В 1217 он заключил союз с Новгородской республикой против рыцарей. Лембиту собрал шеститысячное войско эстов и повёл его против оккупантов. Погиб 21 сентября в бою с рыцарями при Пярсти близ Вильянди (см. Сражение при Вильянди). Из хроники известно, что Лембиту и другие старейшины Сакалы храбро бились, но в конце концов вынуждены были отступать. Латыш Веко узнал Лембиту, преследовал его, убил и забрал его одежду. Голову Лембиту крестоносцы отрубили и увезли с собой в Ливонию.
Почитается в Эстонии как народный герой; в Таллине существуют парк и улица Лембиту, в Сууре-Яаани в 1926 году ему был установлен памятник. В 2005 году о тех событиях в Эстонии был снят художественный фильм «Дружина» (эст. Malev). Также в честь Лембиту были названы:
- Лембит (канонерская лодка)
- Лембит (подводная лодка)
- Лембиту (танковая колонна)